# Megalopsalis
Megalopsalis is een geslacht van hooiwagens uit de familie Monoscutidae.
De wetenschappelijke naam Megalopsalis is voor het eerst geldig gepubliceerd door Roewer in 1923. 
De soorten komen voor in Nieuw-Zeeland en enkele in Australië.

## Soorten
Megalopsalis omvat de volgende 13 soorten:
- Megalopsalis chiltoni
- Megalopsalis distincta
- Megalopsalis fabulosa
- Megalopsalis grayi
- Megalopsalis grimmetti
- Megalopsalis hoggi
- Megalopsalis inconstans
- Megalopsalis marplesi
- Megalopsalis serritarsus
- Megalopsalis triascuta
- Megalopsalis tumida
- Megalopsalis turneri
- Megalopsalis wattsi